# Carlos Contreras Solórzano
Carlos Contreras Solórzano (Ciudad de Guatemala, 9 de marzo de 1958) es un abogado y político retirado guatemalteco que ejerció como ministro de Trabajo y Previsión Social de 2012 a 2015 durante el gobierno de Otto Pérez Molina.
Contreras también se desempeñó como presidente del Instituto Guatemalteco de Seguridad Social (IGSS) de 2015 a 2021.

## Biografía

### Carrera temprana
Contreras es abogado y notario egresado de la Universidad de San Carlos de Guatemala. Tiene estudios de postgrado en derecho y ciencias políticas en Francia y el Reino Unido.
Fue viceministro de Trabajo y Previsión Social de 1991 a 1993 durante el gobierno de Jorge Serrano Elías. Al concluir su mandato como viceministro fue nombrado como parte de la comisión de los Acuerdos de Paz entre el estado de Guatemala y la Unidad Revolucionaria Nacional Guatemalteca. Años después, trabajó como docente de economía y derecho en la Universidad Francisco Marroquín.
Se unió al Partido Patriota y fue parte del comité nacional ejecutivo del partido.

### Carrera política
En 2012 el presidente Otto Pérez Molina lo nombró como ministro de Trabajo y Previsión Social.
Tras la renuncia de la vicepresidente Roxana Baldetti en mayo de 2015, el presidente Pérez Molina lo nominó como parte de la terna enviada al Congreso de la República para elegir al nuevo vicepresidente. Sin embargo, el Congreso rechazó la terna que incluía a Contreras, ya que este tenía impedimento constitucional para asumir la vicepresidencia, puesto a que en ese momento aún se desempeñaba como ministro.
Contreras dejó el ministerio de Trabajo en 2015 y en ese mismo año fue nombrado como presidente de la Junta Directiva del Instituto Guatemalteco de Seguridad Social (IGSS), antes de asumir el cargo renunció a su militancia en el Partido Patriota. Asumió el cargo el 4 de junio de 2015.
La presidencia de Contreras se caracterizó por su fuerte defensa de la autonomía del IGSS ante las demás instituciones del estado. Contreras mantuvo una mala relación con el presidente Alejandro Giammattei.
Contreras dejó la presidencia del IGSS el 4 de junio de 2021. Giammattei nombró a José Flamenco como el nuevo presidente del IGSS.